# Gare de Vernayaz MC
Ne doit pas être confondu avec Gare de Vernayaz.
La gare de Vernayaz MC est une gare ferroviaire située sur le territoire de la commune suisse de Martigny, dans le canton du Valais.
Elle se trouve à proximité directe de la rivière Trient.

## Situation ferroviaire
Établie à 457 mètres d'altitude, la gare de Vernayaz MC est située au point kilométrique 3,914 de la ligne à écartement métrique de Martigny au Châtelard.
Elle est dotée de deux voies entourées par deux quais. En bordure de la gare, on trouve un important faisceau de voies débouchant sur une grande halle de maintenance composée de dix voies. Une seconde halle composée de deux voies a été construite en 2000. Elle est suffisamment longue pour accueillir des rames Z 800 ou Z 850. Ce centre assure la maintenance du matériel roulant de la ligne,.

## Histoire
La gare de Vernayaz MC a été mise en service en 1906 avec le chemin de fer de Martigny au Châtelard,.

## Service des voyageurs

### Accueil
Gare des TMR, elle est dotée d'un petit bâtiment abritant des services.
La gare est accessible aux personnes à mobilité réduite.

### Desserte
La gare de Vernayaz MC est desservie toutes les heures par les trains Regio reliant Martigny à Vallorcine. En heure de pointe du soir, un train supplémentaire complète la cadence entre Martigny et le Châtelard-Frontière.

### Intermodalité
La gare de Martigny MC n'est en correspondance avec aucune ligne de transports publics.